# Сборная США по биатлону
Сборная США по биатлону — спортивная команда, представляющая Соединённые Штаты Америки на соревнованиях по биатлону. В состав сборной входят так и мужская, так и женская команды.

## Состав

### Спортсмены
Ниже предоставлена таблица действующих участников на Кубке мира по биатлону.
| Кубок мира по биатлону                    | Кубок мира по биатлону |
| Мужчины                                   | Женщины                |
| ----------------------------------------- | ---------------------- |
| Шон Доэрти                                |                        |
| Джейк Браун                               |                        |
| Пол Шоммер                                |                        |
|                                           |                        |
| Данные актуальны на 27 октября 2023 года. |                        |

## США наЗимних олимпийских играх

### Сочи 2014
Сборная США по биатлону на Зимних Олимпийских играх в Сочи приняла участие в 11 дисциплинах, среди которых 5 мужских, 5 женских, одна смешанная. На подобных соревнованиях спортсмены не взяли ни одной медали. Лучшим результатом для сборной стало седьмое место в женской эстафете.

### Ванкувер 2010
На Зимних Олимпийских играх 2010 года в девяти дисциплинах приняло участие девять биатлонистов сборной Соединённых Штатов Америки. Лучшим результатом на подобных соревнованиях стало девятое место в мужском спринте, занятое спортсменом по имени Джереми Тила.